# Paul Dogger
Paul Dogger (Amsterdam, 4 juli 1971) is een voormalig Nederlands proftennisser.

## Junioren
Dogger (links op de foto) werd in zijn jeugd getraind door onder anderen Cees Houweling.
Dogger was in de jeugd een groot talent. Zijn vriend Richard Krajicek (rechts op de foto) was zijn rivaal. Hij werd Nederlands kampioen outdoor t/m 14 (1985) en 16 (1985/87) jaar en Nederlands kampioen indoor t/m 14 (1985), 16 (1986/87) en 18 (1987) jaar. Hij won in 1987 de prestigieuze Orange Bowl t/m 16 jaar door in de finale Brice Karsh te verslaan met 6-1 6-0.

## Senioren
In mei 1988 speelde hij op het gravel-invitatietoernooi van Ede. Dat toernooi was van ATP-toernooi-niveau. Hij was op dat moment de nummer 456 van de wereldranglijst. Als 16-jarige won hij in de 1ste ronde van de nummer 63 Thierry Tulasne met 3-6 7-6 (5) 6-2. In de 2de ronde won hij van de nummer 30 Michiel Schapers met 3-6 6-3 6-4. In de kwartfinale wist hij het de toenmalige nummer 1 Ivan Lendl, relatief moeilijk te maken en verloor met 4-6 4-6.
In juli 1988 won hij het ATP Challenger Tour-toernooi van Oporto op gravel. In de halve finale won hij van de nummer 88 Andrei Olhovsky met 6-7 7-6 6-3. In de finale versloeg hij de nummer 42 Michiel Schapers met 6-2 3-6 6-2.
In juli 1988 won hij in de 1ste ronde van de nummer 276 Huub van Boeckel met 6-7 6-3 6-2 op het ATP-toernooi van Hilversum. En verloor in de 2de ronde van de nummer 20 Emilio Sanchez met 3-6 2-6.
Dogger bereikte - net 17 jaar - plaats 191 op de wereldranglijst op 1 augustus 1988. Dat zou uiteindelijk de hoogste positie zijn die hij zou behalen in zijn carrière. 

Vanaf 1989 kreeg hij last van blessures.
In 1989 haalde hij drie keer de kwartfinale van een challengertoernooi.
In mei 1989 speelde hij wederom op het invitatietoernooi van Ede. In de 1ste ronde won hij van de nummer 77 Francesco Cancellotti met 3-6 6-3 6-4. In de 2de ronde verloor hij van de nummer 6 John McEnroe met 1-6 3-6.
In 1990 bereikte hij via het kwalificatietoernooi deelname aan het ATP-toernooi van Umag 1990 en verloor in de 1ste ronde. Later in dat jaar haalde hij een keer de kwartfinale van een challengertoernooi.
In oktober 1991 speelde hij voor het laatst op een challengertoernooi en verloor in de 1ste ronde.
Zijn carrière eindigde in januari 1993. Zijn ranking lag toen boven de 650.

## Speelstijl
Dogger had een zwakke service; hij kon er weinig snelheid mee genereren. Dat was zijn achilleshiel. Aanvallend kon hij - vanuit het perspectief van service-volley - weinig brengen.
Hij had echter wel een goede forehand die hij speelde met een semi-western grip. Door de semi-western grip kon hij goed met topspin spelen. Zijn dubbelhandige backhand was ook goed en daarmee kon hij ook goed spin mee genereren. Hij was snel en had een goed voetenwerk, mede door zijn lichte gewicht. Hij had een goed balgevoel en blonk uit in dropshots. Hij miste - met name door zijn zachte service - power en speelde met te weinig dreiging.

## Na het professionele tennis
Na zijn spelersloopbaan ging hij aan de slag als tennistrainer.
Dogger is korte tijd werkzaam geweest als coach van Brenda Schultz-McCarthy en Jennifer Capriati op de (WTA-Tour).
Dogger is uiteindelijk tennistraining gaan geven op clubniveau in Nederland.
In 2019 publiceerde Peter Zantingh het boek Paul Dogger, het tennistalent dat ten onder ging aan botte pech, drugs, en zichzelf.